# 福岡県立田川工業高等学校
福岡県立田川工業高等学校（ふくおかけんりつ たがわこうぎょう こうとうがっこう）は、福岡県田川市糒（ほしい）にあった県立高等学校。
地元では「工業」と呼ばれて親しまれていた。
福岡県立高校統廃合の実施に伴い2007年（平成19年）3月31日限りで閉校となった。

## 概要
歴史
1937年（昭和12年）に、当時の田川郡の2町（後藤寺・伊田）が学校組合を組織して創立。当初の学校名は「田川商工実務学校」であったが、数回の改組・改称を経て、最終名になったのは1963年（昭和38年）。創立70年を迎えた2007年（平成19年）3月末をもって閉校し、福岡県立田川科学技術高等学校に統合された。
福岡県立田川商業高等学校と前身を同じくする。

## 沿革
- 1937年（昭和12年）4月5日 -「後藤寺町伊田町学校組合立 福岡県田川商工実務学校」（乙種実業学校）として創立。
- 1940年（昭和15年）- 「田川商工学校」（甲種実業学校）に改称。
- 実施年月不詳 - 商業科を廃止[1]の上、「田川工業学校」と改編・改称。
- 1946年（昭和21年）- 商業科を復活させ、再び「田川市立商工学校」に改称。
- 1948年（昭和23年）
  - 4月1日 - 学制改革により、新制高等学校「田川市立高等学校」に改組・改称。
  - 8月 - 定時制課程を設置。
- 1949年（昭和24年）5月1日 - 県立移管により、「福岡県立田川中央高等学校」となる。
- 1963年（昭和38年）4月 - 福岡県立田川中央高等学校が以下の2校に分離。
  - 「福岡県立田川工業高等学校」（最終名）
  - 「福岡県立田川商業高等学校」
- 2005年（平成17年）4月 - 田川工業高等学校としての生徒募集を停止。福岡県立田川科学技術高等学校が併設される。
- 2007年（平成19年）3月31日 - 統合により閉校。閉校後は、福岡県立田川科学技術高等学校単独の校舎として継承されている。

## 各種証明書の発行先
- 〒825-0005 福岡県田川市糒1900番地
福岡県立田川科学技術高等学校 内

## 交通
最寄りの幹線道路
国道201号

## 著名な出身者
- 坂井勝二 - 元プロ野球選手（田川中央高時代）

## 参考資料
- 「田川市誌」（1949年（昭和24年）12月1日発行, 大川市）p.373～p.374（田川中央高等学校）